# Войска Черноморского побережья (ВСЮР)
Войска Черноморского побережья — группа войск Вооруженных сил Юга России в Черноморской губернии в январе 1919 — марте 1920.
Образованы на основе 2-й пехотной дивизии и 2-й Кубанской казачьей отдельной бригады (с лета 1919). Численность и состав неоднократно менялись.
К 5 (18) июля 1919 насчитывали 7583 чел. (в т. ч. 567 офицеров, 5904 строевых, 379 вспомогательных и 733 нестроевых нижних чинов). В состав их также входили:
- Армянский отдельный батальон (176 штыков, 4 пулемета)
- отряд полковника Щегловского (816 штыков, 8 пулеметов)
- 2-я Донская отдельная сотня (166 сабель)
- Особый Черноморский отдельный пограничный отряд (512 штыков, 4 пулемета)
- вооруженные пароходы «Днепровец», «Осторожный» и «Циклон».

На 5 (18) октября 1919 насчитывали всего 6504 штыков и 1303 сабли при 125 пулеметах и 16 орудиях.
2-я Пехотная Дивизия включала:
Кавказский офицерский полк
Черноморский стрелковый полк
1-й Кубанский стрелковый полк
Запасный батальон (полк. Семашко; 1100 шт., 10 пул.)
2-я артиллерийская бригада 
2-я инженерная рота (полк. Бершов; 194 чел.)
,а также (до 29 июля 1919) 2-й Кавказский казачий полк Кубанского казачьего войска.
2-я Кубанская отдельная казачья бригада включала:
3-й Запорожский казачий полк ККВ
3-й Уманский казачий полк Кубанского казачьего войска 
17-й Кубанский пластунский батальон (полк. Головко; 1163 шт., 11 пул.) 
2-я Кубанская конно-горная батарея (2 легких и 2 горных орудия)
Войска вели боевые действия против грузинской армии и занимались подавлением повстанческого движения зеленых. В марте 1920 расформированы; остатки частей стянуты для обороны Новороссийского укрепрайона. 

## Командующие
- — август 1919 — генерального штаба генерал-майор Тяжельников, Михаил Иванович
- 2 (15) августа — 15 (28) октября 1919 — генерального штаба генерал-лейтенант Добророльский, Сергей Константинович
- октябрь 1919 — январь 1920 — генерального штаба генерал-майор Тяжельников, Михаил Иванович
- 29 декабря 1919 (11 января 1920) — 8 (21) февраля 1920 — генерального штаба генерал-лейтенант Лукомский, Александр Сергеевич
- февраль — март 1920 — генерал-майор Бурневич, Матвей Яковлевич
- март 1920 — генерал-лейтенант Макеев, Михаил Владимирович